# Club Patín Cuencas Mineras
El Club Patín Cuencas Mineras fue un club deportivo de hockey sobre patines con sede en Pola de Lena, Asturias (España). Su equipo más importante era el equipo femenino, que compitió tres temporadas en la OK Liga Femenina.  

## Historia
Fue fundado el 10 de diciembre de 2013 al juntarse jugadoras de tres clubes diferentes de las cuencas mineras: el Club Patín El Pilar de Lena; el Club Patín Mieres de Mieres, y el Club Deportivo Patinalón de Langreo. Disputaban sus partidos como locales en el Colegio Sagrada Familia-El Pilar de Pola de Lena, aunque durante varias temporadas utilizaron el Pabellón Municipal de Deportes Visiola Rollán de Mieres para adaptarse a la normativa y a las exigencias de la Real Federación Española de Patinaje para poder competir en la OK Liga Femenina.
El 3 de junio de 2018 ascendió a la máxima categoría del hockey sobre patines femenino español, la OK Liga Femenina, junto con el Hockey Club Liceo, tras la disputa en La Felguera de la fase de ascenso a OK Liga Femenina, en la que también participó el Diver Patín Berenguela. Se mantuvo durante tres temporadas  (2018-19, 2019-20 y 2020-21), descendiendo luego a OK Liga Plata Femenina, en la que compitió otras tres temporadas.
En 2024 cedió su plaza en la OK Liga Plata Femenina al Club Patín Mieres, en el que se integraron sus jugadoras, debido a la falta de apoyos financieros, y se disolvió.